# Arxiu Municipal de Barcelona
L'Arxiu Municipal de Barcelona s'ocupa de la gestió i l'organització del patrimoni documental cerats per l'Ajuntament de Barcelona i els seus organismes autònoms, a més d'aquells fons i col·leccions que els ciutadans dipositen per a la seva conservació. En l'actualitat, està conformat per una xarxa de centres distribuïts per diferents indrets de la ciutat: l'Arxiu Històric de la Ciutat de Barcelona, l'Arxiu Municipal Contemporani de Barcelona, l'Arxiu Fotogràfic de Barcelona, la xarxa d'arxius municipals de districte, i els arxius centrals de sectors i empreses.

## Història

### Orígens medievals
L'origen de l'Arxiu Municipal va lligat a la creació progressiva del règim jurídic del municipi de Barcelona al llarg del segle xiii. El convent de Santa Caterina va ser el primer lloc conegut on es va reunir el Consell de Cent, on també es guardaven els privilegis de la ciutat en grans caixes de fusta. L'any 1369, com a resultat d'un conflicte entre els consellers i el dominicans de Santa Caterina, els primers van acordar construir un edifici propi per al Consell. Les caixes de l'Arxiu es van traslladar al convent de Sant Francesc on van romandre amb un cert estat d'abandonament i dispersió, els segles posteriors. Quan es van produir els avalots socials i les desamortitzacions del segle XIX, la documentació medieval encara es trobava al convent de Sant Francesc i, per preservar-la, va ser ingressada a l'Arxiu de la Corona d'Aragó el 1837, d'on mai va ser restituïda.
Durant els segles XVI-XVIII, amb l'aparició de noves sèries documentals es van dur a terme diverses accions per ordenar la documentació de les oficines municipals. El canonge Pere Joan Comes (1562-1621), arxiver i cronista barceloní, va compilar, cap al 1583, el Llibre d'algunes coses assenyalades, on va transcriure un gran nombre de documents municipals dels anys 1423-1579. l'obra es va publicar l'any 1842.
Els consellers van encarregar a Esteve Gilabert Bruniquer i Riera (1561-1641), notari, escrivà i síndic de l'Ajuntament, la Rúbrica dels privilegis reials l'any 1610, i el 1614 la redacció del Cerimonial dels magnífics consellers i regiment de la ciutat de Barcelona, conegut també per Rúbriques de Bruniquer, obra publicada entre el 1912 i el 1916, repertori de la documentació municipal de Barcelona classificada per capítols temàtics: protocols, eleccions, ambaixades, comerç, defensa, proveïment, obres públiques, sanitat, etc.
Al segle xix es produeixen els primers intents d'organització i dignificació de l'Arxiu Municipal de Barcelona després d'anys d'abandonament. El 1834 es creà la Comissió de Restauració de l'Arxiu, la qual procedí a una primera ordenació. El 1848 la documentació es va traslladar al pis més alt de l'edifici nou de les Cases Consistorials, on es distribuí entre sis sales. l'Ajuntament va encarregar a l'escriptor i advocat Ramon Muns i Serinyà (Barcelona, 1793-1856) i a l'arxiver Antoni Brunet una reordenació completa de l'Arxiu. A la seva mort el va succeir Lluís Gaspar i Velasco, que exercí d'arxiver fins al 1896 juntament amb Josep Puiggarí i Llobet (1821-1903), historiador de l'art, advocat i arxiver, i Alfons Damians, darrer arxiver municipal abans de la separació del fons municipal.

### Separació dels fons històrics i administratius
Amb la creació de la Comissió de Cultura de l'Ajuntament, el 1917, es va decidir reorganitzar l'Arxiu Municipal i impulsar-ne les publicacions. El regidor Jaume Bofill i Mates va encapçalar el projecte i es va crear l'Oficina Municipal d'Investigacions Històriques. Es van separar els fons documentals en històrics i administratius. Els fons del període del Consell de Cent (1249-1714) i els de l'Ajuntament borbònic (1714-1833) es van traslladar a la Casa de l'Ardiaca, edifici que el consistori havia comprat l'any 1919 i reformat els anys posteriors. Els fons administratius van restar a l'Ajuntament. L'Arxiu Històric de la Ciutat va ser inaugurat l'any 1922 sota la direcció de l'historiador, arxiver i arqueòleg Agustí Duran i Sanpere (1887-1975). Posteriorment es van organitzar i incrementar els fons documentals amb documentació sobre la història de la ciutat.
L'Arxiu Administratiu, amb la documentació posterior a l'establiment de l'Ajuntament constitucional (1833), es va quedar a l'edifici consistorial, per iniciar posteriorment una llarga peregrinació per diferents dependències municipals. l'any 1947 es va traslladar a un edifici situat al carrer dels Templers, i s 'ubicà l'any 1961 a la seu actual del carrer del Bisbe Caçador. Es va triar aquest edifici de mitjan segle xix, de propietat municipal —tot i que en aquell moment no tenia les condicions per acollir l'Arxiu—, per la seva proximitat a les oficines municipals i perquè en aquell moment estava desocupat. Posteriorment s 'han anat duent a terme diversos projectes per adaptar l'edifici a les necessitats de l'Arxiu.

### Projecte d'ordenació d'arxius
L'any 1986 es va endegar el Projecte d'ordenació d'arxius de l'Ajuntament de Barcelona (1987-1988) per dur a terme una anàlisi exhaustiva de la situació de la documentació de l'Administració municipal i elaborar un primer pla d'actuació arxivística a l'Ajuntament de Barcelona. Se 'n va encarregar la direcció a l'historiador i arxiver Ramon Alberch i Fugueras, que posteriorment va ser nomenat arxiver en cap de l'Ajuntament de Barcelona (1990-2004).
Fins a aquest moment, el model arxivístic s 'organitzava, fonamentalment, a l'entorn de l'Arxiu Històric de la Ciutat, on es custodiava la documentació històrica generada pel municipi a partir del segle xiii, i l'Arxiu Municipal Administratiu, nascut el 1917 arran de la divisió de l'Arxiu Municipal, on es conserva la documentació administrativa. El Projecte d'ordenació d'arxius va fer possible iniciar unes intervencions per dignificar les infraestructures arxivístiques, normalitzar la funció arxivística i dotar els arxius de mitjans humans i econòmics.
A partir del 1988 es van anar desenvolupant els principis normatius que regulen el funcionament dels diferents òrgans i centres, i que permeten una homogeneïtat en el tractament de la documentació. Aquell mateix any, es va crear la Xarxa d'Arxius Municipals de Districte, a conseqüència de la voluntat descentralitzadora del Govern municipal i també com un instrument de recuperació de la personalitat històrica dels antics municipis i barris de la ciutat juntament amb els de nova creació. Inicialment n'hi havia quatre: Sants-Montjuïc, les Corts, Sant Andreu i Sant Martí, i al llarg d'aquests anys, s'han construït nous equipaments per dotar-los dels mitjans necessaris per a la custodia de la documentació i l'atenció dels usuaris.
L'any 1990 es van aprovar les Normes reguladores de l'organització i funcionament del sistema municipal d'arxius, on es van recollir els principis normatius que havien de regir les actuacions dels arxius de gestió, l'Arxiu Municipal Contemporani de Barcelona, l'Arxiu Històric de la Ciutat i la Xarxa d'Arxius Municipals de Districte. La xarxa d'arxius municipals de districte fou creada formalment l'any 1988 i forma part del sistema arxivístic municipal. Els seus centres s'ocupen de gestionar, custodiar i difondre els documents de l'Administració dels districtes o qualsevol òrgan municipal del seu àmbit territorial, la documentació derivada de les transferències de les àrees centrals, els fons històrics dels antics municipis del Pla i qualsevol fons privat que es consideri d'interès per a la història dels barris de Barcelona.
El 1991 va entrar en funcionament la comissió de tria i eliminació de documentació municipal de l'Ajuntament de Barcelona, formada per arxivers, administrativistes, juristes i historiadors. El 1997 s 'aprova per Decret d'Alcaldia el Sistema AIDA (Administració Integral dels Documents i dels Arxius) —que havia estat creat el 1992— que posava les bases legals del sistema de gestió integral de la documentació a l'Ajuntament de Barcelona, així com els criteris metodològics, tècnics i d'arxivament per a la gestió dels documents i el tractament arxivístic del patrimoni documental de l'Ajuntament. El quadre d'organització de fons, els quadres de classificació, el Mètode de descripció documental i el Calendari de conservació i accés en són els seus instruments.

### Actualitat
El 2008 s'aprovà el Pla Director d'Arxius de l'Ajuntament de Barcelona (2008 – 2011) que representà una planificació estratègica dels objectius i les actuacions del Sistema Municipal d'Arxius per aquest període. El 2009 s'aprovà per Decret d'Alcaldia l'estructura de la Direcció Executiva del Sistema Municipal d'Arxius, que definia un nou model d'arxius de districte i de sectors per fer possible un equilibri en les intervencions arxivístiques dels diferents àmbits de l'Administració municipal. Finalment, el 29 d'octubre de 2010, s'aprovà pel Consell Plenari Municipal el Reglament del Sistema Municipal d'Arxius, que unifica tota la reglamentació anterior en un únic document que defineix les funcions del Sistema Municipal d'Arxius, regula la gestió integral dels documents, la implantació del sistema d'Administració Integral dels Documents i dels Arxius AIDA, garanteix l'accés als documents per part de la ciutadania i, finalment, potencia la funció cultural de l'Arxiu Municipal.
Pel que fa a l'accés als documents, el Plenari va aprovar el 25 de juliol de 2014 el Reglament d'accés a la documentació. Mesos més tard s'aprovà la Política de Gestió Documental de l'Ajuntament de Barcelona, que determinava els principis que regeixen la gestió integral dels documents municipals des de la seva creació, fixa els instruments de gestió i assigna rols i responsabilitats per dur-la a terme.
El 2015 es va crear un catàleg en línia dels seus fons.

## Centres
- Arxiu Històric de la Ciutat de Barcelona (AHCB)

- Arxiu Municipal Contemporani de Barcelona (AMCB)
- Arxiu Fotogràfic de Barcelona (AFB)

- Arxiu Municipal del Districte de Ciutat Vella
- Arxiu Municipal del Districte de l'Eixample
- Arxiu Municipal del Districte de Sants-Montjuïc
- Arxiu Municipal del Districte de les Corts
- Arxiu Municipal del Districte de Sarrià-Sant Gervasi
- Arxiu Municipal del Districte de Gràcia
- Arxiu Municipal del Districte d'Horta-Guinardó
- Arxiu Municipal del Districte de Nou Barris
- Arxiu Municipal del Districte de Sant Andreu
- Arxiu Municipal del Districte de Sant Martí

- Arxiu Central de Drets Socials
- Arxiu Central de Seguretat i Prevenció
- Arxiu Central d'Ecologia Urbana
- Arxiu Central de Recursos
- Arxiu Central de l'Institut de Cultura
- Arxiu Central de l'Institut Municipal d'Hisenda de Barcelona
- Arxiu Central del Patronat Municipal de l'Habitatge de Barcelona
- Departament d'arxiu i documentació general del Consorci de l'Auditori i l'Orquestra